# Pomodori ripieni
I pomodori ripieni sono un antipasto e contorno tradizionale di vari Paesi mediterranei, del Medio Oriente, e del Sud America.

## Diffusione

### In Francia

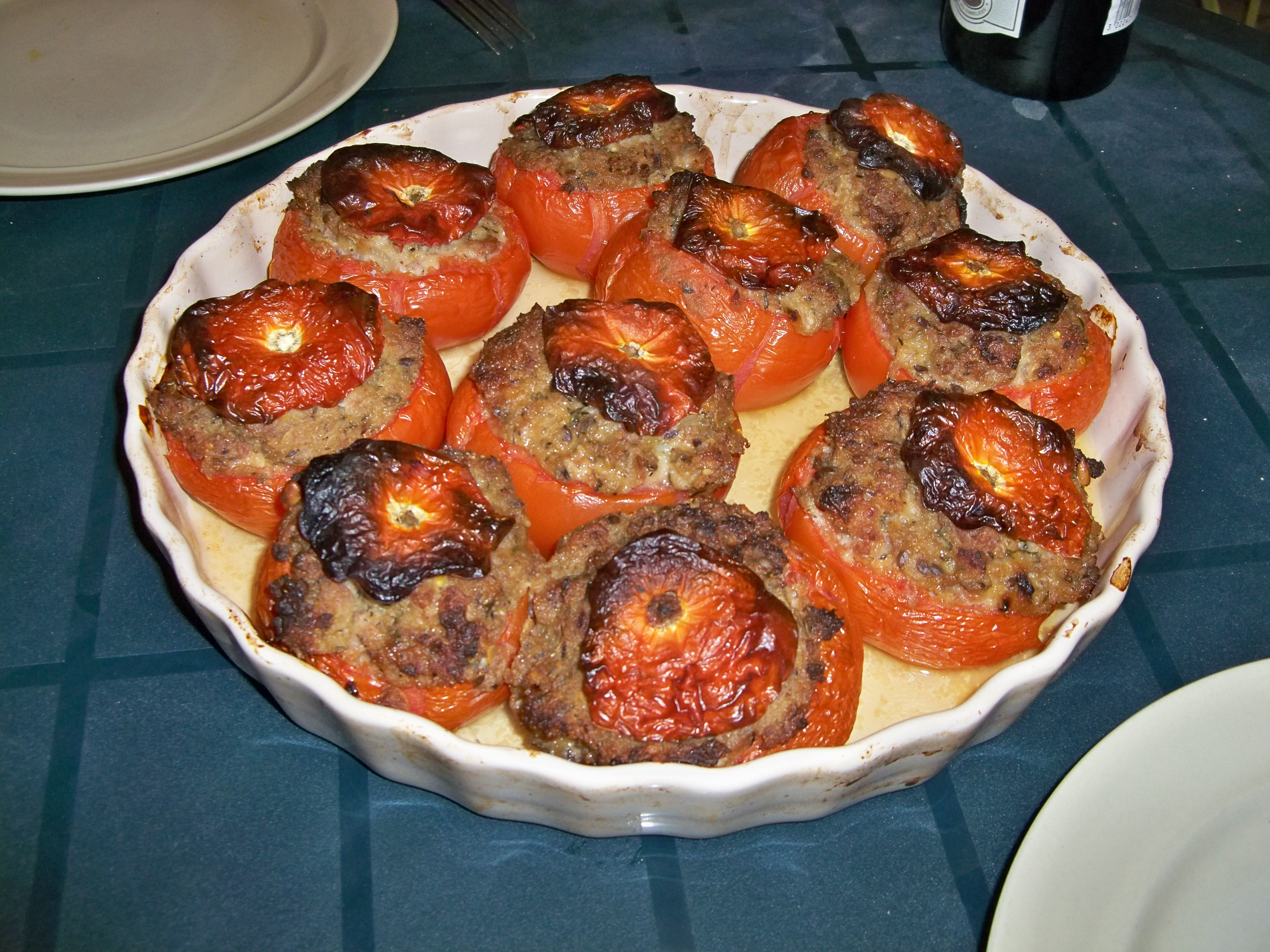
Pomodori alla provenzale

Nella Provenza è diffusa l'usanza di preparare i tomate farcies con carne macinata, pangrattato e formaggio. A Nizza, i frutti vengono inizialmente svuotati e successivamente insaporiti con un ripieno di cipolla, aglio, melanzana, peperone, concentrato di pomodoro e maggiorana.

### In Grecia
La gemistà è un piatto greco composto da pomodori e altri ortaggi che racchiudono carne o, nella loro versione vegetariana, riso, verdure, e salsa al pomodoro. La gemistà viene solitamente accompagnata da un contorno di patate.

### In Italia
I pomodori ripieni sono tradizionali in tutta Italia, ove vengono cotti al forno (più raramente posti sulla brace o fritti) e farciti con vari ingredienti. Occasionalmente, i pomodori ripieni vengono anche rinchiusi e tagliati a metà.
In Romagna sono molto diffusi, vengono riempiti con pangrattato, aglio e prezzemolo (o talvolta finocchio selvatico) e cotti al forno, alla brace o al tegame. In Umbria e nel Meridione sono farciti con pangrattato, olio, uova, erbe, e aglio. Nel Lazio si usa la mentuccia e il prezzemolo. Nelle tavole romane i pomodori possono racchiudere un ripieno di riso anche aromatizzato alla cannella. In Piemonte, gli ortaggi racchiudono un companatico di uova e formaggio grattugiato. Nel Trentino, essi contengono la carne. In Calabria i pomodori possono racchiudere della pasta corta e condita con olio e prezzemolo.
In Piemonte e Toscana, esiste anche l'usanza di consumare dei pomodori crudi svuotati, scalottati, e riempiti con un trito di tonno, capperi, aglio, prezzemolo, maionese, olio d'oliva e sale. Nelle Langhe e nel Monferrato sono tipici i pomodori con il bagnet verd.
Nel suo L’arte culinaria italiana, Alberto Cougnet riporta la ricetta dei pomodori alla Garibaldi, con tonno, uova e capperi.

### In Medio Oriente

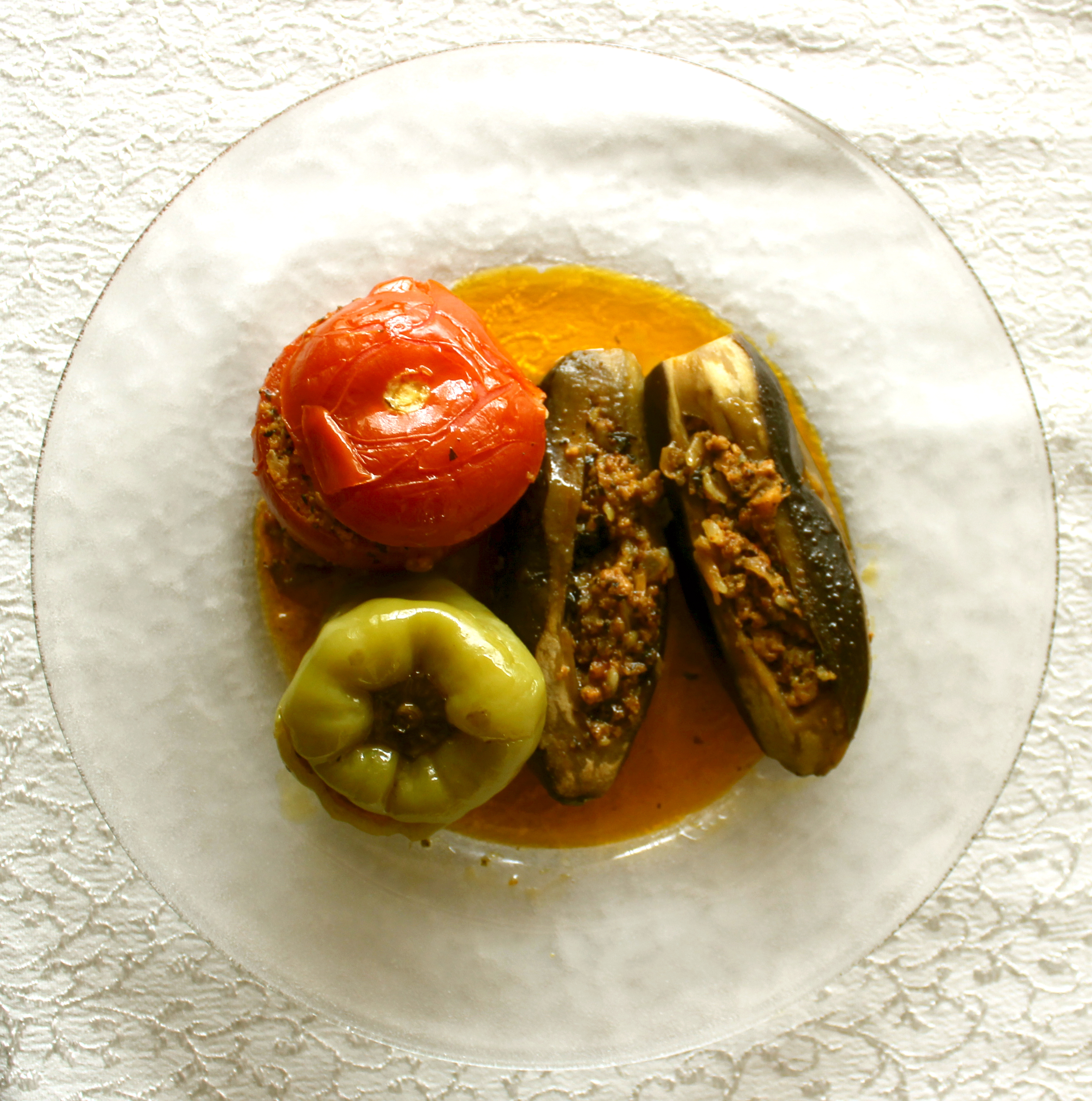
Dolma

In Turchia, Iran, Egitto e altri paesi mediorientali, ove è tipico farcire le verdure (dolma) vengono serviti i pomodori insaporiti con la menta e il prezzemolo e colmati con il riso, la carne di agnello e la cipolla.

### Nel Sud America
I pomodori ripieni sono anche diffusi nel Sud America, come confermano i tomates rellenos cileni e argentini: pomodori svuotati e guarniti con uova e maionese che funge da legante. Le uova possono essere rimpiazzate dal tonno o il riso.